# Jerzy Leopold Beess
Jerzy Leopold Beess z Chrostiny (zm. 1715) – kanclerz ziemski księstwa cieszyńskiego w latach 1698–1707, sędzia ziemski księstwa cieszyńskiego w latach 1707–1715.